# Thecodontosauridae
Los tecodontosáuridos (Thecodontosauridae, "lagartos de diente agujereados") es una familia de saurisquios sauropodomorfos prosaurópodos, que vivieron a finales del período geológico Triásico, hace aproximadamente 223 a 208 millones de años. Sus restos se han encontrado en Europa y Australia y posiblemente pertenezcan al mismo género, Thecodontosaurus; también se incluyó a Azendohsaurus de África, que ahora es considerado como un arcosauromorfo basal, no un dinosaurio.   Eran individuos pequeños de alrededor de 1,3 metros de largo, estando entre los más basales entre los prosaurópodos.